# Juan Modesto
Juan Modesto Guilloto León (El Puerto de Santa María, 24 settembre 1906 – Praga, 19 aprile 1969) è stato un generale e antifascista spagnolo comunista; fu ufficiale dell'esercito repubblicano durante la Guerra civile spagnola.

## Biografia

Stella delle Brigate Internazionali

Modesto fu sergente maggiore della Legione straniera spagnola in Marocco, prima di diventare uno dei leader fra i difensori della repubblica spagnola contro il golpe fascista di Francisco Franco. Militante del Partito Comunista di Spagna (PCE) dal 1930, fu posto a capo del Milicias Antifascistas Obreras y Campesinas (MAOC) di Madrid nel 1933, una formazione da cui scaturirà il Quinto Regimiento; è stato anche un organizzatore del Soccorso rosso. Ha partecipato all'attacco alla caserma della Montagna di Madrid ed ha condotto un battaglione nella provincia di Toledo, cercando di contenere l'avanzata di Franco nella battaglia di Madrid.
Si sottolineano sotto la sua guida le operazioni della Sierra de Guadarrama e sul rio Manzanares durante la Battaglia di Madrid. Ha diretto le operazioni militari durante la Battaglia dell'Ebro, con il grado di colonnello del Quinto Regimiento che era guidato da Enrique Líster. Alla fine della guerra di Spagna espatriò in Unione Sovietica, dove gli fu riconosciuto il suo grado in ambito militare e durante la Seconda guerra mondiale; combatté con l'Armata Rossa. Juan Modesto venne sconfitto da José Díaz alle elezioni per il ruolo di segretario del Partito Comunista di Spagna  e si trasferì a Praga.